# Религия в Уганде

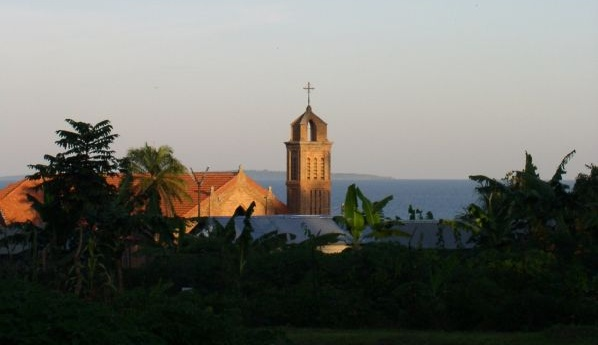
Церковь в Энтеббе

Религия в Уганде — совокупность религиозных убеждений, свобода на исповедание которых закреплена для граждан Уганды в Конституции страны.
По переписи 2002 года, народонаселение Уганды в конфессиональном отношении распределялось на: католики — 41,9 %, протестанты — 42 % (англикане — 35,9 %, пятидесятники — 4,6 %, адвентисты — 1,5 %), мусульмане — 12,1 %, другие верования — 3,1 %, атеисты — 0,9 %.

## Христианство

### Православие
В стране действует митрополия Александрийской православной церкви, объединяющая четыре епархии, 80 приходов, 37 священнослужителей и 1 женский монастырь.
Также, с конца 2021 года территория страны входит в сферу ответственности Южноафриканской епархии в составе Патриаршего экзархата Африки (Русская Православная Церковь).

## Язычество
В 2011 году отмечался всплеск языческих верований, сопровождавшийся детскими жертвоприношениями. Официальная статистика отмечала количество детских жертвоприношений в: 2006 — 1, 2008 — 25, 2009 — 29, хотя местные жители говорят о тысячах детей, принесённых в жертву местными шаманами.

## Экуменизм
В 1963 году в Уганде был основан Объединённый христианский совет Уганды, который является членом Всемирного совета церквей и Содружества христианских советов и церквей Великих озер и Африканского Рога. Его возглавили архиепископ Джозеф Киванука, Митрополит Феодор Нанкьяма и архиепископ Лесли Браун. В число членов совета входят Англиканская церковь Уганды, Римско-католическая церковь в Уганде и Восточная православная церковь в Уганде.